# 第37回主要国首脳会議

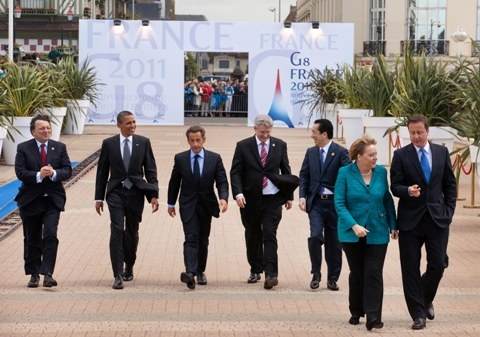
G8首脳ら

第37回主要国首脳会議（だい37かいしゅようこくしゅのうかいぎ、英語：37th G8 Summit）は、2011年にフランスのバス＝ノルマンディー地域圏・カルヴァドス県のドーヴィルにて開催された主要国首脳会議。別称はドーヴィル・サミット。

## 出席者
- ニコラ・サルコジ（議長・フランス共和国大統領）
- バラク・オバマ（アメリカ合衆国大統領）
- デーヴィッド・キャメロン（イギリス首相）
- アンゲラ・メルケル（ドイツ連邦首相）
- 菅直人（日本国内閣総理大臣）
- シルヴィオ・ベルルスコーニ（イタリア閣僚評議会議長）
- スティーヴン・ハーパー（カナダ首相）
- ドミートリー・メドヴェージェフ（ロシア連邦大統領）
- ジョゼ・マヌエル・ドゥラン・バローゾ（欧州委員会委員長）

## 日程
- 2011年5月26日 - 5月27日

## 主な議論
- 各国の経済情勢に関する討議。
- 北朝鮮の核問題
- イランの核開発問題
- 途上国への開発支援
- 日本の福島第一原子力発電所事故発生を受けての原子力・エネルギー問題[1]
- リビア情勢